# 中野 (弘前市新市街地域)
中野（なかの）は、青森県弘前市の地名。郵便番号は036-8155。

## 地理
- 青森県道127号石川土手町線・青森県道130号桔梗野富田線沿いに位置し、町の西側を弘南鉄道大鰐線が通り、弘前学院大前駅から聖愛中高前駅の沿線部。北は文京町、東は豊原・三岳町、南の四・五丁目寄りは松原西、西は線路をはさみ稔町・城南に接する。
- また特徴として、弘前学院大前駅の駅近辺は商店街・繁華街があり、西弘（にしひろ）の略称で呼ばれる西弘商店街であり、大学生でにぎわう。
- 隣接する稔町と同様、弘前大学・弘前学院大学が近いことから、下宿・学生アパートが多く見られる。

### 催事
- 中野大山神社では毎年7月宵宮がおこなわれ、年末年始は参拝客でにぎわう。
- 続いて西弘商店街でも毎年7月に夜店祭り（旧称"ちょうちん祭り"）がおこなわれる。

## 歴史

### 沿革
- 1968年（昭和43年）2月3日～現在 - 原ケ平・清水富田・取上から分離、中野一～五丁目になる。

### 地名の由来
原ケ平の小字名であった中野から。

## 世帯数と人口
2017年（平成29年）6月1日現在の世帯数と人口は以下の通りである。
| 丁目       | 世帯数    | 人口    |
| ---------- | --------- | ------- |
| 中野一丁目 | 298世帯   | 486人   |
| 中野二丁目 | 336世帯   | 571人   |
| 中野三丁目 | 65世帯    | 150人   |
| 中野四丁目 | 114世帯   | 225人   |
| 中野五丁目 | 302世帯   | 651人   |
| 計         | 1,115世帯 | 2,083人 |

## 施設

### 教育
- 弘前市立文京小学校
- 青森県立弘前実業高等学校

### 医療
- 玉田内科医院
- 光成会西弘前クリニック
- そうま治療医院
- かなもり歯科
- 相田歯科医院
- 菊池歯科医院
- クリニック三和歯科
- 佐藤歯科医院
- 今泉皮ふ科
- よしだ耳鼻科・小児科
- 中野調剤薬局
- 光成会西弘前クリニック

### 福祉
- 医療法人光成会グループホーム西弘

### 警察
- 弘前警察署枡形交番

### 商業
- コープあおもり西弘前店
- ホワイト急便弘前中野店
- (株)三栄商会
- (有)石岡住宅設備機器
- ベニーマート松原店[3]

### 公共
- 弘前市第2市民プール
- 中野大山神社
- 中野集会所
- 弘前郵便局弘前松原郵便局[3]

## 小・中学校の学区
市立小・中学校に通う場合、学区は以下の通りとなる。
| 町丁       | 番・番地 | 小学校             | 中学校             |
| ---------- | -------- | ------------------ | ------------------ |
| 中野一丁目 | 全域     | 弘前市立文京小学校 | 弘前市立第三中学校 |
| 中野二丁目 | 全域     | 弘前市立文京小学校 | 弘前市立第三中学校 |
| 中野三丁目 | 全域     | 弘前市立文京小学校 | 弘前市立第三中学校 |
| 中野四丁目 | 全域     | 弘前市立文京小学校 | 弘前市立南中学校   |
| 中野五丁目 | 全域     | 弘前市立文京小学校 | 弘前市立南中学校   |

## 交通
- 弘南バス
  - 三中校前、中野、実業高校前（弘前 - 小栗山・狼森線、他）停留所。
    - 青森県道127号石川土手町線に位置。

  - 枡形[4]、西弘前駅前（弘前駅 - 枡形経由金属団地・桜ヶ丘線、桜ヶ丘 - 義塾高校線、狼森 - 南高校線、他）停留所。
    - 青森県道130号桔梗野富田線に位置。

  - 西弘前駅前（ミニバス城南経由 - 桜ヶ丘線）停留所。
    - 同じ西弘前駅前を名乗り、西弘商店街に位置し、弘前学院大前駅に最寄。
- 弘南鉄道大鰐線
  - 弘前学院大前駅 - 駅名である弘前学院大学は、駅を出て、踏み切りを渡った場所に位置。歩いて5分程度。
  - 聖愛中高前駅 - 実際は、弘前実業高校が最寄でもあり、駅ホーム裏に実業高校の敷地が広がる。